# 슬로베니아 핸드볼 국가대표팀
슬로베니아 핸드볼 국가대표팀(슬로베니아어: Slovenska rokometna reprezentanca)은 슬로베니아를 대표하여 국제 경기에 참가하는 핸드볼 국가대표팀이며, 슬로베니아 핸드볼 연맹이 운영하고 있다.